# Heinrich von Sternberg
Heinrich II. von Sternberg (mort le 1er avril 1328) est prince-évêque de Bamberg de 1324 à sa mort.

## Biographie
Heinrich vient de la maison de Sternberg, originaire de Bohême.
Au moment de la nomination de Heinrich von Sternberg, le pape Jean XXII et l'empereur Louis IV s'opposent. Il est auparavant moine prêcheur. Le pape demande à Wolfram von Grumbach, prince-évêque de Wurtzbourg, de l'aider à récupérer l'archidiocèse de Bamberg.
Il accorde en 1326 à Kupferberg, qui comprend alors 3 000 habitants, le statut de ville.

## Source, notes et références
- (de) Cet article est partiellement ou en totalité issu de l’article de Wikipédia en allemand intitulé « Heinrich II. von Sternberg » (voir la liste des auteurs).